# Université Siam
L'université Siam (en thaï : มหาวิทยาลัยสยาม ; en anglais : Siam University ou SU) est une université privée thaïlandaise située à Bangkok, la capitale du pays. 

## Source
- (en) Cet article est partiellement ou en totalité issu de l’article de Wikipédia en anglais intitulé « Siam University » (voir la liste des auteurs).